# Ornebius guerinianus
Ornebius guerinianus is een rechtvleugelig insect uit de familie Mogoplistidae. De wetenschappelijke naam van deze soort is voor het eerst geldig gepubliceerd in 1877 door Saussure.